# In the Heights
In the Heights es un musical con letra y música de Lin-Manuel Miranda y libreto de Quiara Alegría Hudes. La historia sigue a un grupo de personajes en el gran vecindario dominicano de Washington Heights en Nueva York en el transcurso de tres días.
Después de producciones en Connecticut (2005) y Off-Broadway (2007), el show abrió en Broadway en el Teatro Richard Rodgers, producción de marzo del 2008. Fue nominada a trece Premios Tony, ganando cuatro: Mejor Musical, Mejor Música Original, Mejor Coreografía (Andy Blankenbuehler), Mejor Orquestración (Alex Lacamoire y Bill Sherman). También fue nominada al Premio Pulitzer de Drama del 2009.

## Sinopsis

### Primer Acto
Justo al amanecer, Usnavi, el dueño de una pequeña bodega en Manhattan, abre su tienda y ahuyenta un artista de grafiti, suministrando a sus clientes de siempre su café, periódico y otros artículos matutinos; el resto de los personajes principales aparecen (a excepción de Nina Rosario, quien está regresando del aeropuerto), y Usnavi los presenta a la audiencia mientras pasan por la bodega. Usnavi maneja la tienda con su primo menor, Sonny, y es adorado por toda la comunidad de Washington Heights, "el barrio." Nina Rosario entra en escena, por fin de regreso de su primer año en la Universidad de Stanford; sola, reflexiona sobre sus dificultades en la universidad y se prepara para decirles a sus padres malas noticias ("Breathe"). 
Mientras tanto, los padres de Nina buscan un préstamo de emergencia en el banco para mantener a flote su emproblemado despacho de taxis. Dejan a Benny, un joven empleado, a cargo del despacho por primera vez ("Benny's Dispatch"). Nina y Benny, viejos amigos, se reúnen y bromean en el despacho. Mientras tanto, en el salón de belleza al otro lado de la calle, Vanessa, el interés amoroso de Usnavi, tiene problemas económicos propios de los cuales preocuparse. Vanessa sueña con escapar a un apartamento en West Village, pero no tiene suficiente dinero para hacerlo, aunque se mantiene optimista ("It Won't Be Long Now"). Cuando Vanessa se detiene en la bodega de Usnavi, Sonny le pide que salga en una cita romántica con Usnavi, y ella acepta.
Cuando los padres de Nina regresan, ella revela su pérdida de beca académica y que dejó Stanford. El padre de Nina, Kevin, está devastado al no poder pagar la colegiatura sin la beca. El recuerda una experiencia similar con su propio padre, y piensa en Nina cuando era una niña ("Inútil"). Nina busca consuelo en Vanessa, pero la dueña del salón y chismosa local, Daniela, sienta a Nina para una renovación y sesión de chismes, forzando a Vanessa a admitir que se preocupa de las decisiones sexuales de Usnavi; Nina les revela a sus amigas que dejó la universidad ("No Me Diga").
Después de descubrir que Usnavi vendió el boleto ganador de la lotería válido por $96,000, todos en la cuadra sueñan en cómo cada uno gastaría su pequeña fortuna ("96,000"). Más tarde, Abuela Claudia—la querida matriarca del barrio que "prácticamente crio" a Usnavi pues el pequeño huérfano reflejaba su viaje de Cuba a Nueva York en 1943 cuando aún era una niña, recordando a su madre decir "paciencia y fe" durante el viaje, y mostrando a la audiencia que secretamente posee el boleto ganador de la lotería ("Paciencia y Fe"). 
Nina y Benny se encuentran solos en la calle y Nina admite que se siente como una extraña en Stanford, al igual que aquí en su hogar, con sus padres decepcionados. Los dos toman un paseo por el barrio y recuerdan, con Benny asegurándole a Nina que algún día ella cambiará el mundo ("When You're Home"). En la fiesta-cena, Kevin anuncia que ha vendido el servicio automovilístico de la familia para pagar la colegiatura de Nina. Sus noticias son recibidas con el enojo de Benny, ya que esto significa que perdió su trabajo, pero Kevin demanda que la familia es primero. Vanessa y Usnavi entran al dance club para su cita, seguidos de una Nina disculpándose y un Benny furioso; la tensión de alza en la pista de baile pues Vanessa y Usnavi tratan de ponerse celosos entre ellos, mientras que Benny, ya un poco borracho, golpea a un muchacho que empieza a bailar con Nina ("The Club"). El club entero empieza una gran pelea cuando, de repente, la electricidad se corta en la ciudad completa. Todo erupciona en caos; Usnavi, Vanessa, Nina y Benny todos buscándose entre ellos en la oscuridad, mientras que Sonny y su travieso amigo de la apertura del show, Graffiti Pete, intentan proteger la bodega de los ladrones. Peter decide lanzar fuegos artificiales para distraer cualquier matón, iluminando el cielo y ayudando a Benny a encontrar a Nina. Abuela Claudia le revela a Usnavi que ella ganó la lotería, mientras que Nina y Benny se encuentran, se pelean, y se besan.

### Segundo acto
A la mañana siguiente, Benny y Nina se encuentran en la escalera de incendios de Benny, después de pasar la noche juntos. Nina le enseña algunas frases en español y él le comparte su estrés ante lo que el padre de Nina piense de ellos como una pareja romántica ("Sunrise"). Abajo en la calle, la bodega de Usnavi ha sido saqueada. Abuela Claudia convence a Usnavi de que deberían usar la ganancia de la lotería para mudarse a la República Dominicana. Usnavi está de acuerdo en deshacerse de la tiendita de la esquina para seguir su sueño de toda la vida por fin, con Claudia ("Hundreds of Stories").
Los padres de Nina han estado buscándola toda la noche, y cuando se enteran de que ha estado con Benny, Kevin se enfurece. Kevin jura que Benny jamás será parte de la familia Rosario porque no es latino. La familia se encuentra en un punto de quiebre cuando Camila, les ordena a reunirse antes de que sea demasiado tarde ("Enough"). Es mediodía y todos están frustrados por el calor extremo y falta de electricidad. Los locales reúnen suficiente energía para una última celebración antes de que la bodega, el salón y el despacho cierren sus puertas para siempre ("Carnaval Del Barrio"). La gente, dirigida por la vivaracha Daniela, empieza a bailar y cantar, mientras que Usnavi anuncia públicamente que Abuela Claudia ganó la lotería, y que él y ella pronto partirán para la República Dominicana. El barrio celebra, a excepción de Sonny y Vanessa, tristes de escuchar los planes de Usnavi de partir. La celebración termina cuando Kevin hace un anuncio en los radios de los taxis: Abuela Claudia ha fallecido sorpresivamente ("Atención"). Los vecinos se reúnen en la banqueta, esta vez para hacer una vigilia en honor a la matriarca del barrio, mientras que Usnavi, atribuyendo su muerte a "una combinación del estrés y el calor", y hace un elogio improvisado ("Alabanza"). Usnavi y Nina buscan en las cajas de las pertenencias de Claudia: viejos boletos de lotería, fotografías, y otros artículos de la historia de la gente del barrio ("Everything I Know"). Al Nina descubrir fotografías de su propia graduación de la preparatoria, decide aceptar el sacrificio de su padre para regresar a Stanford. 
Al otro lado de la calle, mientras Daniela cierra su salón, revela una última jugosa noticia: ella co-firmara en el departamento soñado de Vanessa en West Village, gracias a un pequeño convencimiento de Usnavi ("No Me Diga" – Reprise). Vanessa le lleva una botella de champagne a Usnavi para agradecerle y, aunque coquetea ella con él, él está tan aturdido por la muerte de Claudia que se ve incapaz de apreciar los intentos de Vanessa; Vanessa le da sus razones para quedarse, sin dar la más fácil (que ella quiere que se quede) hasta que lo besa sorpresivamente y se va asegurando que es demasiado tarde ("Champagne"). Mientras tanto, Benny se preocupa por su relación con Nina, debido a su decisión de regresar al oeste; se quedan juntos mientras que el sol se pone, dudosos de su futuro ("When the Sun Goes Down"). 
A la mañana siguiente, Usnavi se levanta temprano para empezar a cerrar la tienda. El ve los negocios a su alrededor: el salón de Daniela cerrado, y el anuncio de Servicio de Autos Rosario ya no está. En algunas semanas, Usnavi imagine que él también se irá, y que la cuadra quedará completamente cambiada. Sonny, no obstante,  ha comisionado a Graffiti Pete para pintar un mural de Abuela Claudia en la cortina de metal de la bodega. Sonny baja la cortina delante de Usnavi, revelando el memorial. Usnavi queda pasmado del hecho de que lo completaron en una sola noche; le pide a Sonny que esparza las noticias de que ha cambiado de parecer, y se quedará y promete perseguir a Vanessa, y se da cuenta de que la cuadra es su verdadero hogar ("Finale").

## Números musicales
| Primer acto - "In the Heights" – Usnavi y compañía - "Breathe" – Nina y compañía - "Benny's Dispatch" – Benny y Nina - "It Won't Be Long Now" – Vanessa, Usnavi y Sonny - "Inútil – Kevin - "No Me Diga" – Daniela, Carla, Vanessa y Nina - "96,000" – Usnavi, Benny, Sonny, Vanessa, Daniela, Carla, Graffiti Pete y compañía - "Paciencia y Fe" – Abuela Claudia y compañía - "When You're Home" – Nina, Benny y compañía - "Piragua" – Piragua Guy - "Siempre" – Camila y cantante de boleros † - "The Club" – Compañía - "Blackout" – Compañía | Segundo acto - "Sunrise" –Nina, Benny y reparto - "Hundreds of Stories" – Abuela Claudia y Usnavi - "Enough" – Camila - "Carnaval del Barrio" – Daniela y compañía - "Atención" – Kevin - "Alabanza" – Usnavi, Nina y compañía - "Everything I Know" – Nina - "No Me Diga Reprise – Daniela, Carla y Vanessa † - "Piragua" – Piragua Guy - "Champagne" – Vanessa y Usnavi - "When the Sun Goes Down" – Nina y Benny - "Finale" – Usnavi y compañía |

† Indica que la canción no está incluida en la grabación original.

## Personajes
- Usnavi es el narrador y el personaje principal; es el dueño de una pequeña bodega en Los Altos de Washington (Washington Heights). Fue nombrado en honor a una de las primeras cosas que vieron sus padres al llegar a los Estados Unidos: un barco de la Armada de los Estados Unidos (US Navy). Sueña con regresar a la República Dominicana, lugar donde nació pero abandonó demasiado joven para recordar. Abuela Claudia, matriarca del vecindario, "prácticamente lo crio" cuando sus padres murieron durante su niñez. Está enamorado de Vanessa.
- "Abuela" Claudia la amorosa matriarca del barrio quien conoce a cada uno de sus habitantes y es como una abuela para todos (de ahí su apodo). Ella cuidó de Usnavi cuando sus padres murieron. Junto con su madre se mudó de Cuba a Nueva York en 1943, cuando aún era una niña. Trabajó como sirvienta durante varios años, pero nunca ganó dinero suficiente para costear un viaje para ella y su madre de regreso a Cuba.
- Vanessa interés romántico de Usnavi, trabaja en el salón Daniela's. Es sensacionalmente hermosa y llama la atención de todos los muchachos en Los Altos, sin embargo está interesada en Usnavi. Vive con su madre alcohólica y sueña con salir del barrio y comprar un apartamento en el centro de la ciudad, pero aún no puede costearlo.
- Nina Rosario es la primera de su familia en ir a la universidad (Stanford University), y todos en el barrio la admiran por ser "la primera que logró salir". Sin embargo, regresa a su casa en el verano para, de mala gana, confesarle a sus padres que se agobió y dejó la escuela. Es la típica "niña buena" y siempre se llevó bien con sus padres. Aunque ahora pierde constantemente la paciencia ante la sobreprotección de su padre y su rechazo hacia Benny.
- Benny trabaja en el despacho del padre de Nina, Kevin. Tal vez el único personaje en el musical que no habla Español ni es Hispano. Se enamora de Nina y sueña con abrir su propio negocio.
- Sonny el atrevido, superficialmente flojo, aunque ambicioso primo menor de Usnavi, con quien trabaja en la bodega. Es típicamente el bromista del barrio, pero también tiene un lado inteligente y considerado que anhela justicia social.
- Daniela la atrozmente dramática dueña del salon donde las muchachas del barrio se hacen de chismes. Es valiente y fuerte y le encanta bromear.
- Carla trabaja en el salón de Daniela junto con Vanessa y es amiga cercana de Daniela; joven y hermosa, pero un poco lenta para entender a los chistes e insinuaciones de los demás, es descendiente Chilena, Cubana, Dominicana, y Puertorriqueña.
- Kevin Rosario el sobreprotector padre de Nina, quien, viniendo de una larga línea de granjeros, ha trabajado para resistirse a seguir los pasos de su padre. Es dueño de un servicio de taxis: Rosario's.
- Camila Rosario con una fuerte voluntad es madre de Nina, y siempre busca lo mejor para ella. Es típicamente tolerante con los problemas de control de su esposo Kevin, pero en el transcurso del show, revela sus verdaderos sentimientos.
- Piragua Guy (Piragüero) es dueño de un pequeño puesto de piraguas que compite con Mister Softee.
- Graffiti Pete es un artista de grafiti y amigo de Sonny. Usnavi cree que es un vándalo buscapleitos hasta que Pete revela su sorprendente talento como artista.

## Repartos
| Personaje               | Waterford (2005)    | Off-Broadway (2007) | Broadway (2008)     | Primer tour norteamericano (2009) | West End (2015)           |
| ----------------------- | ------------------- | ------------------- | ------------------- | --------------------------------- | ------------------------- |
| Usnavi De La Vega       | Javier Muñoz        | Lin-Manuel Miranda  | Lin-Manuel Miranda  | Kyle Beltran                      | Sam Mackay                |
| Nina Rosario            | Natalie Cortez      | Mandy Gonzalez      | Mandy Gonzalez      | Arielle Jacobs                    | Lily Frazer               |
| Benny                   | Christopher Jackson | Christopher Jackson | Christopher Jackson | Rogelio Douglas, Jr.              | Joe Aaron Reid            |
| Vanessa                 | Sheena Marie Ortiz  | Karen Olivo         | Karen Olivo         | Yvette Gonzalez-Nacer             | Jade Ewen                 |
| Abuela Claudia          | Doreen Montalvo     | Olga Merediz        | Olga Merediz        | Elise Santora                     | Eve Polycarpou            |
| Kevin Rosario           | Rick Negron         | John Herrera        | Carlos Gómez        | Danny Bolero                      | David Bedella             |
| Camila Rosario          | Nancy Ticotin       | Priscilla Lopez     | Priscilla Lopez     | Natalie Toro                      | Josie Benson              |
| Sonny                   | Robin de Jesús      | Robin de Jesús      | Robin de Jesús      | Shaun Taylor-Corbett              | Cleve September           |
| Daniela                 | Monica Salazar      | Andréa Burns        | Andréa Burns        | Isabel Santiago                   | Victoria Hamilton-Barritt |
| Carla                   | Janet Dacal         | Janet Dacal         | Janet Dacal         | Genny Lis Padilla                 | Sarah Naudi               |
| Graffiti Pete           | Matt Saldivar       | Seth Stewart        | Seth Stewart        | Jose-Luis Lopez                   | Antoine Murray-Straughan  |
| Piragüero (Piragua Guy) | Matt Saldivar       | Eliseo Román        | Eliseo Román        | David Baida                       | Vas Constanti             |

### Sustituciones de reparto notables

#### Broadway
- Usnavi - Javier Muñoz,[3] Corbin Bleu[4]
- Nina - Janet Dacal, Jordin Sparks[4]
- Daniela - Justina Machado,[5] Bianca Marroquín[6]
- Sonny - David del Río[4]
- Carla - Gabrielle Ruiz[7]

#### West End
- Vanessa - Christine Allado[8]
- Daniela - Aimie Atkinson[9]

## Historia
Miranda escribió el primer borrador de In the Heights en 1999, su segundo año de universidad. Después de que el show fue aceptado por la compañía de teatro estudiantil de Wesleyan University The Second Stage, Miranda trabajó en agregar "raps de estilo libre, bodagas y números de salsa"  Fue representado en escena del 20 al 22 de abril de 1999. Después de ver la obra, dos estudiantes de último año de Wesleyan, John Buffalo Mailer y Thomas Kail se acercaron a Miranda y preguntaron si la obra podría ser expandida para estar en Broadway. En 2002, Miranda y Mailer trabajaron con el director Tommy Kail y escribieron cinco borradores diferentes de In the Heights.

## Premios y nominaciones

### Producción original de Off-Broadway
| Año  | Premios                  | Categoría                      | Nominado(s)                    | Resultado | Ref.   |
| ---- | ------------------------ | ------------------------------ | ------------------------------ | --------- | ------ |
| 2007 | Premios Drama Desk       | Mejor musical                  | Mejor musical                  | Nominado  | [ 11 ] |
| 2007 | Premios Drama Desk       | Mejor actuación de un conjunto | Mejor actuación de un conjunto | Ganador   | [ 11 ] |
| 2007 | Premios Drama Desk       | Mejor director de un musical   | Thomas Kail                    | Nominado  | [ 11 ] |
| 2007 | Premios Drama Desk       | Mejor coreografía              | Andy Blankenbuehler            | Ganador   | [ 11 ] |
| 2007 | Premios Drama Desk       | Mejor música                   | Lin-Manuel Miranda             | Nominado  | [ 11 ] |
| 2007 | Premios Drama Desk       | Mejor letra                    | Lin-Manuel Miranda             | Nominado  | [ 11 ] |
| 2007 | Premios Drama Desk       | Mejor orquestración            | Alex Lacamoire y Bill Sherman  | Nominados | [ 11 ] |
| 2007 | Premios Drama Desk       | Mejor diseño de escenario      | Anna Louizos                   | Nominado  | [ 11 ] |
| 2007 | Premios Drama Desk       | Mejor diesño de sonido         | Acme Sound Partners            | Nominado  | [ 11 ] |
| 2007 | Premios Clarence Derwent | Actor masculino más prometedor | Lin-Manuel Miranda             | Ganador   | [ 12 ] |

### Producción original de Broadway
| Año  | Premios         | Categoría                             | Nominado(s)                   | Resultado | Ref.   |
| ---- | --------------- | ------------------------------------- | ----------------------------- | --------- | ------ |
| 2008 | Premios Tony    | Mejor musical                         | Mejor musical                 | Ganador   | [ 13 ] |
| 2008 | Premios Tony    | Mejor libreto de un musical           | Quiara Alegría Hudes          | Nominada  | [ 13 ] |
| 2008 | Premios Tony    | Mejor banda sonora original           | Lin-Manuel Miranda            | Nominado  | [ 13 ] |
| 2008 | Premios Tony    | Mejor actor en un musical             | Lin-Manuel Miranda            | Nominado  | [ 13 ] |
| 2008 | Premios Tony    | Mejor actriz en un musical            | Robin de Jesús                | Nominado  | [ 13 ] |
| 2008 | Premios Tony    | Mejor actriz de reparto en un musical | Olga Merediz                  | Nominada  | [ 13 ] |
| 2008 | Premios Tony    | Mejor dirección de un musical         | Thomas Kail                   | Ganador   | [ 13 ] |
| 2008 | Premios Tony    | Mejor coreografía                     | Andy Blankenbuehler           | Ganador   | [ 13 ] |
| 2008 | Premios Tony    | Mejor orquestración                   | Alex Lacamoire y Bill Sherman | Ganadores | [ 13 ] |
| 2008 | Premios Tony    | Mejor diseño de escenario             | Anna Louizos                  | Nominada  | [ 13 ] |
| 2008 | Premios Tony    | Mejor diseño de vestuario             | Paul Tazewell                 | Nominado  | [ 13 ] |
| 2008 | Premios Tony    | Mejor diseño de iluminación           | Howell Binkley                | Nominado  | [ 13 ] |
| 2008 | Premios Tony    | Mejor diseño de sonido                | Acme Sound Partners           | Nominado  | [ 13 ] |
| 2008 | Premios Grammy  | Mejor álbum musical                   | Mejor álbum musical           | Ganador   | [ 14 ] |
| 2009 | Premio Pulitzer | Drama                                 | Drama                         | Finalista | [ 15 ] |

### Producción original de West-End
| Año  | Premios                  | Categoría                            | Nominado(s)         | Resultado | Ref.   |
| ---- | ------------------------ | ------------------------------------ | ------------------- | --------- | ------ |
| 2016 | Premios Laurence Olivier | Mejor musical nuevo                  | Mejor musical nuevo | Nominado  | [ 16 ] |
| 2016 | Premios Laurence Olivier | Mejor actor de reparto en un musical | David Bedella       | Ganador   | [ 16 ] |
| 2016 | Premios Laurence Olivier | Mejor coreógrafo de teatro           | Drew McOnie         | Ganador   | [ 16 ] |
| 2016 | Premios Laurence Olivier | Mejor música                         | Lin-Manuel Miranda  | Ganador   | [ 16 ] |

## Adaptación
En noviembre de 2008 Universal Pictures anunció que había adqurido los derechos para adaptar el musical a una película. Finalmente, Universal decidió no hacer la película y el proyecto se canceló.
En mayo de 2016 se anunció que The Weinstein Comany sería la encargada de distribuir la película. El mes siguiente se informó que Jon M. Chu estaba en conversaciones para dirigir la película y en setiembre de ese mismo año se confirmó que Jon M. Chu dirigiría la película; Miranda dijo que no retomaría el papel de Usnavi.
En octubre de 2017, Quiara Alegría Hudes pidió a The Weinstein Company permiso para poder cambiar de compañía, a causa de las acusaciones de abuso sexual contra Harvey Weinstein. En abril de 2018, Hudes y Miranda adquirieron, otra vez, los derechos de la película. El mes siguiente, Warner Bros adquirió los derechos de la película por 50 millones de dólares después de ganar una puja con otros estudios. En octubre de 2018 se anunció que Anthony Ramos interpretaría a Usnavi. A lo largo de 2019 se confirmaron la resta de actores: Corey Hawkins como Benny, Jimmy Smits como Kevin, Leslie Grace como Nina, Melissa Barrera como Vanessa, Stephanie Beatriz como Carla, Olga Merediz como Abuela Claudia (retomando el papel que representó en la producción original de Broadway y con el cual fue nominada a un Tony), Gregory Diaz IV como Sonny, Daphne Rubin-Vega como Daniela, Lin-Manuel Miranda como Piragua Guy y Dascha Polanco como Cuca.
El rodaje empezó en Nueva York el 3 de junio de 2019, con buena parte de la película rodada en el barrio de Washington Heights.